# Franz Sales
Franz Sales (* um 1540 in Namur; † 15. Juli 1599 in Prag) war ein franko-flämischer Komponist, Sänger und Kapellmeister der späten Renaissance.

## Leben und Wirken
Die Herkunft von Franz Sales ergibt sich aus dem Vorwort seiner Ausgabe der Officia, erschienen in München 1589, wo er angibt, seine Heimat „Belgia nostro“ wegen eines Religionskriegs verlassen zu haben. Über seine Herkunftsfamilie sowie über seine Ausbildungszeit sind keine Informationen überliefert. In den Jahren 1579 und 1580 hatte er versucht, an der Stuttgarter Hofkapelle eine dauerhafte Anstellung zu bekommen, doch ohne Erfolg. Er nahm dann 1580 vorübergehend eine Stelle als Tenorsänger in Hechingen an und wechselte noch im gleichen Jahr für kurze Zeit als Sänger an die Münchner Hofkapelle. Schließlich bekam er am 1. November 1580 eine Anstellung an der Hofkapelle in Innsbruck, wo er etwa sieben Jahre lang blieb. Dazwischen ist für das Jahr 1586 ein weiterer Aufenthalt des Komponisten in München belegt. Sein Dienstherr in Innsbruck, Erzherzog Ferdinand, verfasste am 13. April 1587 ein Empfehlungsschreiben für Franz Sales an seine Schwester Magdalena, die in Hall am Inn ein Damenstift gegründet hatte; dort bekam er kurz darauf die Stelle des Kapellmeisters. Ab 1. Mai 1591 wurde der Komponist von Philippe de Monte, dem Kapellmeister der kaiserlich-habsburgischen Hofkapelle in Prag, als Tenorsänger an diese Kapelle verpflichtet. In dieser Stellung ist Franz Sales bis zu seinem Tod geblieben.
Sein Bruder Nikolaus Sales (* vor 1550 in Namur; † 5. April 1606 in Stuttgart) ist ebenfalls als Komponist hervorgetreten. Er war ab Ende 1565 als Sänger am Hof in Stuttgart und zwischenzeitlich, von Mai bis September 1581, an der Hofkapelle in Innsbruck tätig. Von ihm stammt das Stück „Komposition des Gesangs wider den Türken“, welches nicht erhalten geblieben ist.

## Bedeutung
Franz Sales hat überwiegend geistliche Werke verfasst. Neben Messen und Motetten gibt es von ihm auch etliche Propriums-Vertonungen, also für die wechselnden Teile einer Messe wie Introitus, Alleluja und Kommunion. Innerhalb seiner überwiegend kontrapunktisch-linearen Schreibweise verwendet er öfter eine expressive Wortausdeutung, gezielten Wechsel des Zeitmaßes und in der Tenorlage eine stark ausgearbeitete Rhythmik, die sich an Orlando di Lasso orientiert. Sein bekanntestes Werk ist die Messe „Exultandi tempus est“, die als frühe Vorläuferin der Pastoralmesse gelten kann. Hier verwendet er die eingängige Weihnachtsmelodie Resonet in laudibus und führt durch den Einsatz verschiedener Musikgruppen eine kontrastreiche und eindrucksvolle Klangwirkung herbei. In seiner Ostersequenz „Victimae paschalis laudes“ erinnert das mehrchörige Musizieren an die volkstümliche Tradition des Osterspiels. In seinen weltlichen Werken zeigt Sales eine selbstverständliche Beherrschung der verschiedenen musikalischen Formen seiner Zeit.

## Werke
- Geistliche Werke
  - „Patrocinium musices. Missarum solenniorum […] primus tomus“ zu fünf bis sechs Stimmen, München 1589
  - „Officia quaedam Domini Nostro Jesu Christi necnon Beatae Virginis Mariae et aliquorum sanctorum“ zu fünf bis sechs Stimmen, München 1589
  - „Sacrarum cantionum […] liber primus“ zu fünf bis sechs Stimmen, Prag 1593
  - „Tripertiti operis officiorum missalium, quibus introitus, alleluja et communiones […] liber primus“, Prag 1596
  - „Officiorum missalium […] liber secundus“ zu fünf bis sechs Stimmen, Prag 1594
  - „Officiorum missalium […] liber tertius et ultimus“ zu fünf bis sechs Stimmen, Prag 1596
  - „Patrocinium musices. In natalem domini Jesu Christi […] mutetum quinque vocum & missa ad eius imitationem composita“, München 1598
  - „Dialogismus 8. vocum de amore Christi sponsi“, Prag 1598
  - „Oratio ad Sanctissima Beatam Virginem Mariam […]“ zu sechs Stimmen, Prag 1598
  - 1 weitere Komposition im Rosetum Marianum zu fünf Stimmen, Dillingen 1604
  - 6 verschiedene weitere Werke in Handschriften
- Weltliche Werke
  - „Canzonette, vilanelle et neapolitane, per cantar’ et sonare con il liuto et altri simili istromenti“ zu drei Stimmen, Prag 1598
  - 1 weitere Komposition in Sdegnosi ardori zu fünf Stimmen, München 1585